# Emarginata tractrac
Emarginata tractrac е вид птица от семейство Muscicapidae.

## Разпространение
Видът е разпространен в Ангола, Намибия и Южна Африка.